# Division I 1969-1970
La Division I 1969-1970 è stata la 67ª edizione della massima serie del campionato belga di calcio disputata tra il settembre 1969 e il maggio 1970 e conclusa con la vittoria del Standard Liegi, al suo quinto titolo e secondo consecutivo.
Capocannoniere del torneo fu Lothar Emmerich (K. Beerschot VAV), con 29 reti.

## Formula
Come nella stagione precedente le squadre partecipanti furono 16 e disputarono un turno di andata e ritorno per un totale di 30 partite.
Le ultime due classificate vennero retrocesse in Division 2.
Le società ammesse alle coppe europee furono cinque: la squadra campione si qualificò alla Coppa dei Campioni 1970-1971, la vincitrice della coppa nazionale alla Coppa delle Coppe 1970-1971 e altri tre club vennero iscritti alla Coppa delle Fiere 1970-1971.

## Classifica finale
|    | Classifica                     | G  | V  | N  | P  | GF | GS | Dif | Pt |
| -- | ------------------------------ | -- | -- | -- | -- | -- | -- | --- | -- |
| 1  | Standard Liegi                 | 30 | 22 | 5  | 3  | 64 | 24 | 40  | 49 |
| 2  | RFC Brugeois                   | 30 | 20 | 5  | 5  | 75 | 36 | 39  | 45 |
| 3  | ARA La Gantoise                | 30 | 16 | 7  | 7  | 49 | 35 | 14  | 39 |
| 4  | Anderlecht                     | 30 | 15 | 6  | 9  | 64 | 29 | 35  | 36 |
| 5  | KSK Beveren                    | 30 | 14 | 8  | 8  | 45 | 29 | 16  | 36 |
| 6  | K. Beerschot VAV               | 30 | 14 | 7  | 9  | 42 | 26 | 16  | 35 |
| 7  | K. Lierse SK                   | 30 | 12 | 8  | 10 | 39 | 42 | -3  | 32 |
| 8  | R. Racing White                | 30 | 10 | 10 | 10 | 36 | 41 | -5  | 30 |
| 9  | R. Charleroi SC                | 30 | 13 | 3  | 14 | 42 | 43 | -1  | 29 |
| 10 | KSV Waregem                    | 30 | 8  | 9  | 13 | 35 | 51 | -16 | 25 |
| 11 | RFC Liégeois                   | 30 | 8  | 7  | 15 | 34 | 44 | -10 | 23 |
| 12 | K. Sint-Truidense VV           | 30 | 8  | 7  | 15 | 36 | 57 | -21 | 23 |
| 13 | R. Crossing Club de Schaerbeek | 30 | 8  | 7  | 15 | 29 | 50 | -21 | 23 |
| 14 | Union Royale Saint-Gilloise    | 30 | 6  | 10 | 14 | 26 | 45 | -19 | 22 |
| 15 | Beeringen                      | 30 | 4  | 10 | 16 | 27 | 49 | -22 | 18 |
| 16 | AS Oostende KM                 | 30 | 4  | 7  | 19 | 24 | 66 | -42 | 15 |

### Verdetti
- R. Standard Club Liégeois campione del Belgio 1969-70.
- K. Beeringen FC e AS Oostende KM retrocesse in Division II.